# Facultad de Derecho (Universidad de Sevilla)
La Facultad de Derecho  de la Universidad de Sevilla es una de las subdivisiones de dicha Universidad donde se cursan, actualmente, los estudios de Derecho y de otras disciplinas relacionadas del ámbito de las ciencias sociales y jurídicas. La Facultad se ubica en el Campus Pirotecnia, un complejo de edificios que comparte con la Facultad de Ciencias del Trabajo. En total existen en este complejo cinco edificios diferentes, que son:
El edificio histórico, de planta cuadrada y amplio patio exterior; El edificio para Departamentos del profesorado.; El Aulario; La Casa del Coronel y La Nave del Almacén, donde se encuentran el comedor y la cafetería.

## Historia
La Facultad de Derecho de la Universidad de Sevilla está estrechamente vinculada con la fundación de la propia universidad en 1505.  La ciudad de Sevilla obtuvo de los Reyes Católicos una Real Cédula expedida en 1502 para la fundación de su Universidad. La concesión de una Bula del Papa Julio II, en julio de 1505 sirvió como base para erigir el Colegio-Universidad de Santa María de Jesús. Esta bula papal fue confirmada por otra concedida en 1508, en la que ya se contemplaba la enseñanza de Artes, Lógica, Filosofía, Teología, Derecho Canónico y Civil y Medicina.

No es hasta el año 1518 cuando podemos considerar que se comienzan a impartir los estudios de Derecho quedando estos repartidos en una Facultad de Cánones, compuesta por tres cátedras, en las que se explicaba el Corpus iuris canonici (Decretum y Decretales), y una Facultad de Leyes, con tres cátedras igualmente, donde, además de Retórica, se explicaba el Corpus iuris civilis (Instituta, Codex y Digesta).
Durante los siglos siguientes se otorgaron diferentes Estatutos que delimitaban las competencias de la Universidad, el Colegio Santa María de Jesús y el poder real. Este proceso fue en aumento hasta su culminación en 1771 cuando se produce la separación definitiva del Colegio y la propia universidad. A raíz de la promulgación de la Ley de 1857 reguladora de la enseñanza, conocida como Ley Moyano, vigente hasta 1943, los estudios pasaron entonces a ser únicamente de Filosofía y Letras, Ciencias y Derecho, dada la supresión del carácter estatal de los estudios de Medicina hasta el año 1917, principalmente por temas religiosos.
La nueva concepción del Derecho como elemento sustancial para la ordenación de la realidad social hace que se impulsen numerosos planes de estudios jurídicos en la Facultad. De todos los planes de estudios, el de mayor duración e importancia ha sido el plan de 1965, propuesto entonces por jóvenes profesores doctorados en la Universidad de Bolonia, que significó un notable avance al anticiparse a la reforma universitaria de 1983.

## Departamentos
1. Ciencias Jurídicas Básicas ( Derecho Romano, Historia del Derecho y Derecho Eclesiástico del Estado )
2. Derecho Administrativo
3. Derecho Civil y Derecho Internacional Privado
4. Derecho Constitucional
5. Derecho del Trabajo y de la Seguridad Social
6. Derecho Financiero y Tributario
7. Derecho Internacional Público y Relaciones Internacionales
8. Derecho Mercantil
9. Derecho Penal y Procesal
10. Filosofía del Derecho
11. Administración de Empresas y Comercialización e Investigación de Mercados
12. Análisis Económico y Economía Política
13. Antropología Social
14. Contabilidad y Economía Financiera
15. Economía Aplicada I
16. Economía Aplicada II
17. Economía Aplicada III
18. Economía e Historia Económica
19. Economía Financiera y Dirección de Operaciones
20. Estadística e Investigación Operativa
21. Historia Medieval y Ciencias y Técnicas Historiográficas
22. Lenguajes y Sistemas Informáticos
23. Nutrición y Bromatología, Toxicología y Medicina Legal
24. Personalidad, Evaluación y Tratamientos Psicológicos
25. Psiquiatría
26. Sociología

## Listado de decanos desde 1930
A continuación se muestran los decanos de la Facultad desde 1930:
1. Carlos García Oviedo: Catedrático de Derecho Administrativo (1930 - 1951)
2. Alfonso de Cossío y Corral: Catedrático de Derecho Civil (1951 - 1957)
3. Faustino Gutiérrez-Alviz y Armario: Catedrático de Derecho Procesal (1957 - 1965)
4. Manuel Francisco Clavero Arévalo: Catedrático de Derecho Administrativo (1965 - 1968)
5. Manuel Olivencia Ruiz: Catedrático de Derecho Mercantil (1968 - 1971)
6. José María Navarrete Urieta: Catedrático de Derecho Penal (1971 - 1972)
7. Francisco Sánchez-Apellániz y Valderrama: Catedrático de Derecho Internacional (1972 - 1975)
8. Miguel Rodríguez-Piñero y Bravo-Ferrer: Catedrático de Derecho del Trabajo (1975 - 1981)
9. Juan Antonio Carrillo Salcedo: Catedrático de Derecho Internacional (1981 - 1983)
10. Antonio Enrique Pérez Luño: Catedrático de Filosofía del Derecho (1983 - 1988)
11. Víctor Moreno Catena: Catedrático de Derecho Procesal (1988)
12. Pedro Escribano Collado: Catedrático de Derecho Administrativo (1988 - 1990)
13. José Ortiz Díaz: Catedrático de Derecho Administrativo (1990 - 1995)
14. José Martínez Gijón: Catedrático de Historia del Derecho (1995 - 1997)
15. Manuel Ramón Alarcón Caracuel: Catedrático de Derecho del Trabajo  (1998 - 2006)
16. Antonio Merchán Álvarez: Catedrático de Historia del Derecho (2006-2014)
17. Alfonso Castro Sáenz: Catedrático de Derecho Romano (2014-2022)
18. Fernando Higinio Llano Alonso: Catedrático de Filosofía del Derecho (2022-presente)

## Egresados notables
1. Juan Ignacio Zoido, exministro del Interior y exalcalde de Sevilla. Actualmente es Presidente del Comité Electoral por el Partido Popular en el Parlamento Europeo y Diputado de dicha institución.
2. Susana Díaz, expresidenta de la Junta de Andalucía
3. Felipe González, expresidente del Gobierno de España
4. José Antonio Griñán, expresidente de la Junta de Andalucía
5. Baltasar Garzón, jurista español
6. Mateo Alemán
7. Carmen Calvo, vicepresidenta del Gobierno.